# Cooking Mama World: Hobbies and Fun
Cooking Mama: World Hobbies and Fun (titré Crafting Mama en Amérique du Nord) est un jeu vidéo sorti sur Nintendo DS dont le but est de fabriquer des objets pour en débloquer de nouveaux.

## Liste des objets que l'on peut fabriquer
- Assiette
- Bandana
- Boucles d'oreilles (au début du jeu)
- Bougie (au début du jeu)
- Carillon
- Collier
- Couture (pour s'entraîner à la couture.)
- Décorations sucrées
- Écharpe
- Fleur séchée (au début du jeu)
- Moulin à vent (au début du jeu)
- Ocarina (au début du jeu)
- Origami Mama
- Pistolet à eau (au début du jeu)
- Serre-tête
- Sumo de papier (au début du jeu)
- Tablier
- Tasse